# Кравченко, Дмитрий Андреевич
Дми́трий Андре́евич Кра́вченко (укр. Дмитро Андрійович Кравченко; 25 февраля 1995, Полтава, Украина) — украинский футболист, полузащитник клуба «Металлист 1925».

## Биография

### Ранние годы
Родился в Полтаве. С 6-лет занимался футболом в ДЮСШ «Ворсклы», куда его отвёл отец в 2001 году. Первым тренером Кравченко был Владимир Плевако, затем футболист занимался у Станислава Басюка, а перед выпуском тренировался под руководством Алексея Вишневецкого. С 2008 по 2011 год провёл 57 матчей и забил 9 голов в чемпионате ДЮФЛ.

### Клубная карьера
В 16 лет подписал свой первый контракт с полтавским клубом как стажёр и впервые поехал на сборы в Турцию с молодёжной командой полтавчан Сергея Свистуна. 1 мая 2012 года дебютировал в составе молодёжки в выездном матче против симферопольской «Таврии». За юношескую (до 19 лет) команду «Ворсклы» впервые сыграл 25 июля того же года в выездном поединке с киевским «Динамо».
21 августа 2016 года дебютировал в составе «Ворсклы» в домашней игре Премьер-лиги против каменской «Стали», заменив на 85-й минуте Александра Скляра.

### Международная карьера
В 2013 году играл в составе юношеских сборных Украины до 18 и до 19 лет, но полноценно закрепиться там ему помешала тяжёлая травма — перелом левого голеностопного сустава, которую получил в январе того же года на Мемориале Гранаткина. 15 апреля 2015 года сыграл за сборную до 20 лет в товарищеском матче с молодёжной сборной Беларуси. Кравченко вышел на поле на 67-й минуте поединка, заменив Владислава Кабаева.

## Статистика
| Клуб    | Лига         | Сезон   | Чемпионат | Чемпионат | Кубок | Кубок | Дубль | Дубль |
| Клуб    | Лига         | Сезон   | Игры      | Голы      | Игры  | Голы  | Игры  | Голы  |
| ------- | ------------ | ------- | --------- | --------- | ----- | ----- | ----- | ----- |
| Ворскла | Премьер-лига | 2011/12 |           |           |       |       | 2     | 0     |
| Ворскла | Премьер-лига | 2012/13 |           |           |       |       | 17    | 1     |
| Ворскла | Премьер-лига | 2013/14 |           |           |       |       | 26    | 0     |
| Ворскла | Премьер-лига | 2014/15 |           |           |       |       | 26    | 3     |
| Ворскла | Премьер-лига | 2015/16 |           |           |       |       | 11    | 0     |
| Ворскла | Премьер-лига | 2016/17 | 23        | 0         | 1     | 0     | 6     | 0     |
| Ворскла | Премьер-лига | 2017/18 | 15        | 1         | 3     | 0     | 3     | 0     |

## Достижения
«Ворскла»
- Бронзовый призёр чемпионата Украины: 2017/18

«Металлист 1925»
- Бронзовый призёр Первой лиги Украины: 2020/21